# Jens Grüner
Jens Grüner   (Zschopau, 5 de febrer de 1965) és un antic pilot d'enduro alemany que va destacar en competició durant la dècada del 1980, tant a escala internacional com a l'antiga RDA. Al llarg de la seva carrera va guanyar un Trofeu i un Trofeu Júnior als Sis Dies Internacionals (ISDE) amb la selecció de la RDA i dos campionats de la RDA de 500 cc.

## Carrera esportiva
Jens Grüner es va incorporar al motoclub MC Zschopau el 1980 i va disputar la seva primera competició d'enduro l'any següent. De seguida va ser el millor de la RDA a la classe d'iniciació de 250 cc. El 1982 va participar a títol individual als ISDE. El 1984 va ser subcampió de la RDA en la categoria de 250 cc. El 1985 va formar part de la selecció de la RDA que va guanyar el Trofeu Júnior (antigament anomenat Vas d'argent) als ISDE d'Alp. L'any següent va acabar segon en aquesta mateixa classificació. El 1987 va ser el seu any esportiu més reeixit després de canviar a la categoria de 500 cc: a més de guanyar-ne el campionat de la RDA, va formar part de l'equip de la RDA que va guanyar el trofeu als ISDE de Jelenia Góra, Polònia. El 1988 va revalidar el seu títol de campió de la RDA. El 1989 va quedar tercer en la categoria de 500cc al Campionat d'Europa i va ocupar el mateix lloc en el rànquing individual als ISDE.
Jens Grüner es va haver de retirar de les competicions el 1990 per problemes de salut. Actualment regenta una empresa de lloguer de cotxes i taxis.

## Palmarès
- 1 Trofeu als ISDE (1987)
- 1 Trofeu Júnior als ISDE (1985)
- 2 Campionats de la RDA de 500cc (1987-1988)